# Jean Moinet
Jean Moinet est un homme politique français né le 8 décembre 1836 à Rochefort-sur-Mer (Charente-Maritime) et mort le 26 juillet 1894 à Cauterets (Hautes-Pyrénées)

## Biographie
Médecin dans la marine militaire, il est élu sénateur indépendant de la Charente-Maritime en 1891. Réélu en 1894, il meurt quelques mois plus tard. Il s'occupe exclusivement des questions de marine militaire et du développement du port de Rochefort.

## Sources
- « Jean Moinet », dans le Dictionnaire des parlementaires français (1889-1940), sous la direction de Jean Jolly, PUF, 1960 [détail de l’édition]